# Bojanići
Bojanići (cyr. Бојанићи) – wieś w Serbii, w okręgu raskim, w mieście Kraljevo. W 2011 roku liczyła 71 mieszkańców.